# Saint-Brice-Courcelles

Saint-Brice-Courcelles este o comună în departamentul Marne, Franța. În 2009 avea o populație de 3,390 de locuitori.